# Cytora solitaria
Cytora solitaria är en snäckart som först beskrevs av Powell 1935.  Cytora solitaria ingår i släktet Cytora och familjen Pupinidae. Inga underarter finns listade i Catalogue of Life.